# Kepler-18 b
Kepler-18 b (GSC 03149-02089 b, KIC 8644288 b, 2MASS J19521906+4444467 b) — найближча з трьох екзопланет у зірки Kepler-18 в сузір'ї Лебедя. Екзопланета належить до класу Надземлі і являє собою нагріту до 1181 Кельвіна кам'янисту планету, яка по масі перевершує Землю приблизно в 7 разів. Радіус Kepler-18 b дорівнює двом земним радіусам. Вона обертається на відстані 0,045 а.о. від зірки, здійснюючи повний оборот за три з половиною доби.
Існування даної екзопланети було анонсовано 20 грудня 2011 року. Для підтвердження існування цієї планети дослідники використовували телескоп Хейла з Паломарской обсерваторії.

## Зірка
Зірка Kepler-20, також відома як GSC 03149-02089, відноситься до зірок спектрального класу GV. Зірка знаходиться в 1761 світлових років від Землі в сузір'ї Лебедя. Навколо зірки обертаються, як мінімум, три планети
Kepler-18 - зірка 13,5 величини, за своїми параметрами схожа на наше Сонце. Її маса і радіус практично ідентичні сонячним; температура поверхні становить близько 5345 кельвінів. У хімічному складі зірки виявлено підвищений вміст важких елементів. Однак за віком Kepler-18 набагато старше нашого Сонця - їй близько 10 мільярдів років. Зірка отримала своє найменування на честь космічного телескопа Кеплер, який відкрив у неї планети.